# The Giving Pledge
The Giving Pledge (que es traduiria per El compromís de donar) és una campanya per animar a la gent rica a contribuir amb la majoria de les seves riqueses a causes filantròpiques. A partir de 2017, la promesa té 158 signants, ja siguin persones físiques o parelles; alguns dels 158 ja han mort. La majoria dels signants del compromís són mil-milionaris, i estan compromesos a més de 365 mil milions de dòlars. En realitat, no dicta que els diners es gastin d'una forma determinada o cap a una causa particular, i no hi ha cap obligació legal real de donar els diners.

## Descripció
L'objectiu de l'organització és inspirar als rics del món a donar almenys la meitat del seu patrimoni net a la filantropia, ja sigui durant la seva vida o després de la seva mort. El compromís és un compromís moral de donar, no un contracte legal. A la pàgina web de The Giving Pledge, cada individu o parella escriu una carta explicant per què va/n triar de fer la donació.

## Història
El juny de 2010, es va anunciar formalment la campanya de The Giving Pledge i Bill Gates i Warren Buffett van començar a reclutar membres. A partir d'agost de 2010, la riquesa agregada dels primers 40 compromesos va ser de 125 mil milions de dòlars. A partir d'abril de 2011, 69 multimilionaris s'havien unit a la campanya, i l'any següent, The Huffington Post va informar que un total de 81 multimilionaris ja s'havien compromès. A partir de 2012, els signants del compromís van ser: Hasso Plattner, David Rockefeller, Azim Premji, Richard Branson, Elon Musk, Tim Cook, Sara Blakely, i Kiran Mazumdar-Shaw. El maig de 2017, 158 persones i/o parelles eren a la llista de persones compromeses.